# Ediacara-faunaen
Ediacara-faunaen eller Vendia-faunaen er forhistoriske livsformer, der repræsenterer de ældste kendte former for kompliceret flercellet liv på Jorden.
De første spor efter Ediacara-faunaen er omtrent 600 millioner år gamle, men blomstrede først rigtigt op i en periode kaldet den Avalonske eksplosion (575 millioner år siden), der fulgte kort efter en voldsom kuldeperiode, der praktisk taget havde dækket hele jordkloden med is. I et 558 millioner år gammelt Dickinsonia-fossil er der fundet fedtstoffet cholesterol, som dermed gør Dickinsonia til det første dyr, der kendes.
Faunaen er præget af en stor variation af dyrerækker, men de fleste forsvandt næsten fuldstændigt igen i takt med de nye livsformer fra den Kambriske eksplosion kommer til. Enkelte eksemplarer er blevet fundet i lag dateret til mellem 500 og 510 millioner år siden. Men størstedelen af Ediacariums tidligere meget udbredte økosystemer er praktisk taget forsvundet imod slutningen af Ediacarium. En række forskellige hypoteser er blevet fremlagt for at forklare denne pludselige forsvinden; f.eks. usikkerhed om hvilke fossiltyper der rent faktisk bevares, miljøforandringer, fremkomsten af rovdyr eller øget konkurrence fra andre livsformer, heriblandt forfædrene til den Kambriske eksplosions nye væsner.
Nogle af Ediacaraorganismerne kan være tæt beslægtet med dyregrupper der blev almindelige senere hen, f.eks. har slægten Kimberella visse ligheder med bløddyr, mens andre har en bilateral symmetrisk kropsform, hvilket er et særkende ved Bilateria – en dyregruppe der rummer størsteparten af alle nulevende dyrearter. Derudover kan sporfossiler, der minder om dem orme laver, når de graver gange, tyde på eksistensen af bilateralt liv. Langt den overvejende del af fossilmaterialet er dog morfologisk helt forskelligt fra yngre livsformer; de er fx skive-, poseformede eller ligefrem ”flettede”. Klassificering er derfor meget vanskeligt og deres placering indenfor de gængse riger som dyr, planter, svampe eller protister kan være en umulig opgave, enten fordi adskillelsen af de biologiske riger endnu ikke var tydelig eller at de tilhører deres helt eget rige. Et forslag om at placere dem i et selvstændigt rige Vendobionta (nu kaldet Vendozoa) har faktisk vundet en vis støtte indenfor palæontologien.
Deres sære former og tilsyneladende manglende forbindelse til senere livsformer, har endda fået flere til at betragte dem som naturens fejlslagne eksperiment indenfor flercellet liv, og at senere former for flercellet liv har udviklet sig uafhængigt af Ediacara-faunaen fra encellet liv.

## Opdagelsen
Det første fossilfund er fra Ediacara Hills (Sydaustralien), blev fundet i 1868, og er et eksemplar af den skiveformede Aspidella terranovica. Opdageren, Alexander Murray, var en erfaren geolog og fandt det nyttigt til at datere klippelagenes alder i Newfoundland (Murray primære arbejde bestod i at undersøge Newfoundlands geologi). Men fordi fossilet lå i prækambriske lag, og samtidens opfattelse var at livets begyndelse lå i starten af den kambriske periode (altså værende den Kambriske eksplosion), var fossilet ældre end hvad man mente liv kunne være. Det var derfor først fire år senere før nogen, Elkanah Billings, vovede at foreslå, at det var fossile rester af levende væsener. Fossilets simple form fik Billings kolleger til afvise hans forslag, og det blev i stedet kategoriseret som gaslommer, en uorganisk struktur eller endda skabt af Gud, for at teste menneskets tro. På dette tidspunkt var dette fund det eneste af sin art i verden og debatten døde hurtigt ud.
Først i 1933 opdagede en anden forsker, Georg Gürich, lignende eksemplarer i Namibia, men den faste overbevisning at livet var opstået i Kambrium, betød at fundet blev placeret i den kambriske periode og blev ikke associeret med Aspidella.
I 1946 bemærkede geologen Reg Sprigg noget han betegnede som vandmænd i de australske Ediacara Hills, men også disse fund blev dateret til tidligt i Kambrium, så relevansen blev endnu engang overset.
Det var først da et eksemplar af Charnia blev opdaget i England i 1957, at muligheden for prækambrisk liv taget op til genovervejelse. Denne palmebladslignende organisme blev fundet i den engelske skov Charnwood, og da de geologiske kort over England er særdeles præcise, var der denne gang ingen tvivl om at fundet var ældre end Kambrium.
Det var palæontologen Martin Glaessner der endelig forbandt dette fund med de tidligere fund, som med hjælp af forbedrede dateringsteknikker kunne verificeres som også værende ældre end Kambrium.
Alle fund opdaget før 1967 var i midlertidigt indlejret i grovkornet sandsten, hvilket har forhindret finere detaljer i at blive bevaret, og dermed gjort det besværligt at fortolke dem. Fundet af et fossiliseret askelag ved Mistaken Point i Newfoundland ændrede dog dette, detaljer der ellers havde været usynlige var bevarede af de fine askekorn, og muliggjorde en beskrivelse af hidtil ukendte detaljer.
Manglende kommunikation kombineret med vanskelighederne med at sammenligne de spredte geologiske formationer medførte, at medlemmer af faunaen blev klassificeret under et væld af forskellige navne. I 1960 blev navnet "Ediacarien" foreslået som betegnelse af franske forskere, efter Ediacaran Hills i det sydlige Australien (en forvanskning af det aboriginale navn Idiyakra, som betyder ”vand er til stede”). Den blev i en årrække brugt parallelt med "Sinien" og "Vendien", som betegnelse for de prækambriske klippeformationer, der indeholdt spor af Ediacara-liv.
"Ediacaran" og "Ediacaria" blev efterfølgende anvendt til at klassificere hele den geologiske periode, der afsluttede den proterozoiske æon og alle de klipper, som stammede fra den. I marts 2004 blev inkonsistensen i navngivningen afsluttet, da det på et møde i organisationen International Union of Geological Sciences blev besluttet formelt at navngive perioden efter den australske lokalitet.

## Bevaringsforhold
I langt de fleste tilfælde bevares kun de hårde skeletdele af et dyr som fossil, og forsteninger af bløddele forekommer kun yderst sjældent. Da Ediacara-dyrene udelukkende havde bløde kroppe og ingen hårde skaller eller skeletdele er hyppigheden af fossiler temmelig overraskende. Fraværet af gravende dyr har med stor sandsynlighed været en væsentlig faktor, og efter at disse dyreformer udvikledes i Kambrium bliver bløde kropsdele forstyrret, før de kan fossiliseres.
Kun meget få at de strata fra Ediacarium, der har denne struktur er uden fossilrester, og fossiler fra denne periode bliver kun meget sjældent fundet i lag uden spor efter mikrobielle måtter. Disse måtter var dog meget udbredte indtil Kambrium, hvor en række bakteriegræssende organismer opstod. Mikrobielle måtter er områder af sediment som bliver stabiliseret af et beskyttende lag af mikroorganismer, som vokser i kolonier. Hvis et meget tykt lag af sediment aflejres på en måde så mikroorganismerne dør, bevares den karakteristiske rynkede struktur der kan minde om elefanthud. Siden har de kun kunne forekomme under særlige betingelser hvor deres fjender ikke kan overleve længe nok til at æde dem.
Fossiler blev derfor mest bevaret når det område, hvor de levede, pludseligt blev dækket af f.eks. sand eller aske; derved blev både de og det mikrobielle substrat de levede på, dækket til og indkapslet og i sidste ende afskærmet fra de sædvanlige sedimentædere. Da datering af aske er simpel og præcis, kan de fossiler der er fundet i askelag dateres indenfor en million år; hvilket er relativt præcist. Det er dog mest almindeligt at finde fossiler fra Ediacarium under lag af sand, der f.eks. er skabt pga. storme eller turbiditstrømme. Bløddele fra dyr der er blevet begravet under lignende forhold efter Ediacarium, er kun yderst sjældent blevet til fossiler; det er derfor meget sandsynligt at de hyppige forekomster af mikrobielle måtter har haft en positiv effekt ved at bevare aftrykket af dyrene i det underliggende sediment.

### Hvad bevares?
Hastigheden og graden af hvordan det lag, der dækker fossilerne størkner og cementeres har stor betydning for hvilke dele af et dyr, der forstener. De fleste skiveformede organismer blev nedbrudt før det overliggende materiale blev cementeret, og derfor er det mest et aftryk af deres underside som bevares, idet sand eller aske fyldte det hulrum ud som de efterlod.
Omvendt ser det ud til at de såkaldt flettede organismer først blev nedbrudt efter dæklagene var begyndt at cementere, hermed blev deres øvre overflade bevaret. Deres mere holdbare egenskab kan også ses i at de bevares i hel form, selv i de sjældne tilfælde hvor de er blevet fundet i aflejringer der er skabt af storme; de stærke kræfter der involveret i de forhold ødelagde altså ikke disse dyr på samme måde som det skete med de skiveformede.
I andre tilfælde skabte udfældninger fra bakterieaktivitet en slags “dødsmaske” i form af en afstøbning af det døde dyr.

## Unikke kropsformer
Ediacara-faunaen var meget forskelligartet, med en stor variation af morfologiske karakteristika. Størrelser varierer fra få millimeter til flere meter, fra “blæveragtige” til noget meget kompliceret, fra meget robust til geléblød. Nærmest alle former for symmetri er tilstede.
Fossilerne fra denne periode adskiller sig især fra de foregående ved deres meget organiserede multicellulære konstruktion og størrelse. Disse meget forskelligartede kropsformer er notoriske besværlige at inddele i taksonomiske grupper, da ikke ligner noget der findes i dag, og derfor må inddeles alene på grundlag af deres ydre form og ikke deres slægtskab.
"Embryoner"Nylige fund af flercellede organismer fra Prækambrium har været domineret af rapporter om embryoner, særligt har eksemplarer fra Doushantuo-formationen i Kina vakt stor interesse, også i medierne. Det er dog også blevet hævdet at de blot er resultatet af mineraludfældninger på indersiden af et hul, mens andre tolker dem som eksemplarer af den gigantiske svovlbakterie Thiomargarita, et synspunkt som dog er stærkt omstridt.
Mikrofossiler der er dateret til at være 632 mio. år gamle – dvs. ca. 3 millioner år efter afslutningen af den forgående kuldeperiode – kan være en form for embryostadium i de ældst kendte dyrs livscyklus. Validiteten af denne hypotese er dog stadig meget omstridt.
SkiverCirkulære fossiler der dominerede de første fund, så som Ediacaria, Cyclomedusa og Rugoconites, og på grund af deres form blev Ediacara-faunaen i begyndelsen fejlklassificeret som meget primitive medlemmer af cnidaria, som bl.a. omfatter vandmænd og koraller. Senere undersøgelser har dog betydet at ingen af de skiveformede typer helt har kunnet blive karakteriseret som cnidaria. Alternative fortolkninger inkluderer protister og søanemoner; eller at de ligefrem er mikrobielle kolonier. Vigtige karaktertræk mangler dog, da kun undersiden af disse typer organismer bevares som forsteninger.
SækkeFossiler som Pteridinium er bevaret i sedimentlagene og minder om “mudderfyldte sække”, men der hersker langtfra enighed i forskerkredse om hvordan disse fund skal forstås.
Quiltede organismerEr en gruppe af organismer der deler et “vatteret” eller "quiltet" udseende så de minder om luftmadrasser. I nogle tilfælde blev disse dyr ødelagt før de forstenede, og sådanne ødelagte eksemplarer kan bruges som værdifulde spor i rekonstruktionsprocessen. F.eks. kan det kun ses at Swartpuntia germsis havde tre eller flere bladformede strukturer i ødelagte eksemplarer, de er ofte skjulte på komplette dyr, da de blev mast flade når de blev begravet.
Denne meget forskelligartede gruppe af organismer omfatter de mest berømte medlemmer af Ediacara-faunaen Charnia og Charniodiscus, begge er en slags ikoner for livet i denne epoke og er blandt de sværeste at placere på livets træ, som det ser ud i dag. Deres vatterede strukturer kan stamme fra en fælles stamform (synapomorfisk). Men den kan ligeså vel repræsentere den mest effektive kropsform i det daværende økosystem, og disse organismer kan derfor også have haft forskelligt ophav (plesiomorfisk).
Ikke-Ediacara Ediacara-livsformerDenne kringlede betegnelse omfatter forsteninger af arter, hvor detaljer af komplekse strukturer er bevaret med træk, der ligner karakteristika fra kambriske dyregrupper. De er derfor i nogle tilfælde blevet tolket som potentielle stamformer til senere dyreliv, og derfor i visse definitioner, ikke en del af den unikke Ediacara-fauna. Det første eksemplar fra denne gruppe var den formodede bilaterat, Vernanimalcula, men i dag er det dog alment accepteret at det drejer sig om en senere aflejring i en ægsæk eller en acritarch. Senere fund, hvor der er konsensus omkring deres bilateralitet, omfatter den bløddyrslignende Kimberella, Spriggina (afbildet), samt efterfølgende, tiltagende forskelligartethed af dyr. Ligeledes den skjoldformede Parvancorina, hvis slægtskabsforhold stadig debatteres heftigt.
En type af fossiler kaldes “små skal fossiler”, og en af de mest almindelige fra Ediacarium er Cloudinid-gruppen, den er et rørformet skaldyr, som kunne have haft en rovdyrslignende livsstil. Det vil betyde at selvom rovdyr ikke var almindelige i Ediacarium, så forekom de dog i enkelte tilfælde.
Repræsentanter fra moderne taxa fandtes i Ediacarium i former der stadig er genkendelige. Det drejer sig især om havsvampe, rød- og grønalger, protister og selvfølgelig bakterier, hvoraf nogle opstod milliarder år før Ediacarium.
SporfossilerDe eneste gravegange fra Ediacarium er gravet horisontalt, enten på overfladen af eller lige under havbunden. Disse spor kan være tegn på eksistensen af bevægelige dyr med hoved, som med stor sandsynlighed har haft en bilateral kropsform. De ældste gravegange er dateret til at være op til 1,1 milliard år gamle, og stammer måske fra dyr der har spist fra undersiden af de mikrobielle måtter, der så samtidigt har virket som et beskyttende lag imod et kemisk uvelkomment verdenshav. Denne type gange bærer præg af at være et resultat af meget simple adfærdsmønstre, og andre sporfossiler efter mere kompliceret liv dukker først op i Kambrium. Det er blevet foreslået at visse Ediacarium-fossiler, særligt de skiveformede, i stedet for at være dyr, var de bevarede spor efter andre dyr; dette synspunkt har dog aldrig vundet stor udbredelse. Nogle sporfossiler er blevet associeret med Ediacarium-livsformer, fx er Yorgia og Dickinsonia ofte blevet fundet i forbindelse med sporfossiler, der ligner deres egne kropsformer. Det har dog hidtil ikke været muligt at påvise en klar forbindelse mellem disse fossiltyper. Det potentielle bløddyr Kimberella er blevet forbundet med nogle kradsemærker, der kan have været lavet af dens raspetunge, radula. Andre spor der er omtrent 555 millioner år gamle tyder på forskellige former for kravle- eller graveadfærd.

## Klassifikation og fortolkning

### Cnidaria
Da cnidaria regnes som den mest primitive gruppe af metazoer, flercellet dyr med et nervesystem – blev fossiler i første omgang kategoriseret som forløbere for vandmænd og søfjer. Senere og mere detaljerede studier af vækstmønstre har dog betydet at denne hypotese måtte opgives.

### "Dyrelivets oprindelse"
Martin Glaessner foreslog i sin artikel fra 1985 at Ediacara-faunaen repræsenterer de tidligste stamformer for alle de moderne phyla, og at "Dyrelivets oprindelse" fandt sted i denne epoke. Og at de fossiler vi finder er uigenkendelige da de karakteristika der bruges til at klassificere dyr, endnu ikke var fuldt udviklede. Adolf Seilacher reagerede på denne hypotese ved i stedet at foreslå, at dyrene var ældre men, at det var i Ediacarium at dyrene overtog protisternes hidtidige plads som de dominerende livsformer. Mark McMenamin går et skridt videre i sin kritik af Glaessners forslag ved at hævde at Ediacara-faunaen reelt set ikke kan være dyr sådan som vi forstår dem, da de tilsyneladende ikke har en embryonisk livsfase. Han mener desuden at de udviklede et nervesystem uafhængigt af dyrene, og at vejen mod intelligent liv blev begyndt mere end én gang på denne planet.

### Unikt phylum
Seilachers hypotese, at Ediacara-organismerne repræsenterede et unikt og nu uddødt phylum er blevet berømt. Han foreslog en fælles forfader for alle de særlige Ediacara-organismer, oprettede et nyt rige kaldet Vendozoa, og relancerede dette phylum som "Vendobionta" opkaldt efter den nu forældede betegnelse Vendia, den periode som nu kaldes Ediacarium. Siden har han frasorteret fossiler, der er blevet identificeret som metazoaer. Han har beskrevet Vendobionta som vatterede cnidarier der mangler nældeceller – og det vil i realiteten udelukke de moderne cnidariers måde at finde føde på. Seilacher foreslår i stedet at disse organismer, må have overlevet vha. en symbiose med fotosyntetiserende eller kemosyntetiserende organismer.

### Lavsvamp
En alternativ hypotese foreslået af Gregory Retallack går ud på at fossilerne er en slags lav. Med den hypotese er Retallack gået en helt anden vej i forsøget på at forstå hvad dele af Ediacara-faunaen var, et af argumenterne var at disse fossiler ikke var maste i nær samme grad, som vandmænd normalt bliver når de bliver til forsteninger, og at aftrykkene snarere minder om den, forstenede træer afsætter; de kitinrige vægge i lavkolonier ville i stedet skabe en lignende holdbarhed. Deres størrelse, i nogle tilfælde over en meter i diameter, langt større end de bevarede gravegange kan ligeledes indikere, at de ikke var dyr. Hypotesen har dog ikke fået nogen stor tilslutning.

### Andre fortolkninger
Udover de allerede nævnte, er mange andre hypoteser blevet forslået vedr. disse dyrs slægtskab, og næsten ethvert muligt phylum er blevet brugt til at beskrive og forklare deres særtræk, fra alger, protister (foraminiferer) og til svampe. Af andre er de blevet tolket som bakterielle eller mikrobielle kolonier, eller som mulig mellemting mellem planter og dyr. Da repræsentanter fra næsten alle moderne phyla kendes fra midten af Kambrium er det sandsynligt at mange af dem også fandtes allerede i Ediacarium. Da akkumuleringen af tilfældige ændringer i DNA foregår ved en relativt konstant hastighed, er det muligt at datere den omtrentlige alder for en fælles forfader ud fra to forskellige DNA-linjer. Denne teknik har påvist at de moderne phyla sandsynligvis blev adskilt længe før Kambrium, og derfor må have været tilstede i Ediacarium, hvis disse studier er korrekte, vil ethvert forsøg på at kategorisere alt levende i Ediacarium i ét phylum være dømt til fiasko, da opsplitningen i flere phyla allerede havde fundet sted.

## Oprindelsen
Der skulle gå omkring 3 mia. år fra livets opståen til at de første Ediacara-organismer dukker op. Mens det formodes at selve livets oprindelse fandt sted allerede for 3,5 mia. år siden,  er de første ubestridte tegn på liv er 2,7 mia. år gamle, og de ældste eukaryoter (celler med cellekerne) er 1,2 til 1,85 mia. år. Nogle mener endda at livet kan have opstået så tidligt som 4,1 mia. år siden, i en periode kendt som "det store bombardement".
Forfatteren Bill Bryson bemærker i sin bog En kort historie om næsten alt, at livet havde travlt med at komme i gang, men efter at været kommet i gang, ikke havde travlt med at komme videre. Det er et af videnskabens mere spændende spørgsmål hvorfor, det tog livet så længe om at nå til det niveau, som ses hos de første Ediacara-organismer, en del af forklaringen formodes at ligge i, at de første organismer har været meget primitive, og det ganske enkelt har taget meget lang tid at opnå den nødvendige kompleksitet, der muliggjorde flercellede organismer, og det er først med kønnet formering, at der kommer turbo på evolutionen. Det passer med, at spor efter liv faktisk viser en langsommelig men stabil fremgang, hvor gradvist mere komplekse organismer med tiden opstår. Det første sikre tegn på liv kommer med cyanobakteriernes første store miljøændring "Den store Iltkatastrofe", de første strukturer skabt af levende organismer, stromatolitter, dannes for omkring 1,4 mia. år siden. Og "kort" før Ediacara, dukker de første protozoer op. De første “semi-komplekse” organismer er fundet fra før starten på Ediacarium, f.eks. er Nimbia- en 610 mio. år gamle Twitya-aflejring, sandsynligvis det komplekse eksempel på morfologi for den tid.
En alternativ tilgang følger den mulighed, at det ikke var en biologisk fordel at være stor og flercellet før Ediacarium – idet det daværende miljø favoriserede små organismer frem for store. En moderne parallel kan være plankton, hvis ringe størrelse betyder, at de hurtigt kan reproducere sig selv og derved hurtigere udnytte en pludselig algeopblomstring, end et større dyr kan. En vigtig begrænsende faktor for den maksimale størrelse en organisme får, er mængden af ilt i atmosfæren. For uden et komplekst kredsløb, kan en lav iltkoncentration ikke levere ilt nok til at opfylde en organismes metaboliske behov. På den unge Jord forekom reaktive grundstoffer som jern og uran i en reduceret form, der straks reagerede med frie iltmolekyler, der blev dannet gennem fotosyntese, og store koncentrationer af tilgængelig ilt kunne ikke opbygges i atmosfæren førend de reaktive grundstoffer var oxideret, Jorden skulle med andre ord ruste først. Donald Canfield har påvist, at den første betydelige forekomst af ilt i atmosfæren stammer fra perioden lige før de ældste Ediacara-fossiler optræder, — og tilstedeværelsen af ilt i atmosfæren blev hurtigt derefter anset for at være en væsentlig udløser for opblomstringen af flercellet liv i Ediacarium. Det ser ud til, at ilt blev akkumuleret i atmosfæren over to omgange: Fremkomsten af små fastforankrede organismer hænger tilsyneladende sammen med en tidlig oxidation, mens en opdukken af større og mere mobile, var relateret til en sen oxidation.
Fossiler fra perioden er dog stadig meget få og for lidt til at denne teori endeligt kan bekræftes, men aktuelle forskningsprojekter forsøger at påvise hvilken rolle ilt spillede mere præcist i udviklingshistorien. Intense kuldeperioder er også blevet foreslået som en barriere for udviklingen af flercellet liv. De ældst kendte flercellede organismer dukker op i aflejringer, dannet kun ca. 1 million år efter afslutningen på en ekstrem kuldeperiode, hvor hele Jordens overflade var dækket af is; det kan betyde at et isdække og meget kolde verdenshave var en forhindring for opblomstringen af flercellet liv. Komplekst liv kunne potentielt være opstået endnu tidligere, for siden at være udryddet igen, men den moderne artsrigdom omkring Antarktis har medført en intens debat om kulde vitterligt er en barriere for evolutionen.

## Udryddelse
Der er meget man endnu ikke ved om Ediacara-faunaen, bl.a. er dens forsvinden stadig er et mysterium, men det skete tilsyneladende relativt pludseligt, fordi man ikke finder Ediacara-organismer i Kambrium, men selv på dette punkt er der uenighed, og faunaens forsvinden er i høj grad stadig en åbent debat.

### Skævheder i hvad der bevares
Den pludselige forsvinden af Ediacara fossiler ved grænsen til Kambrium, kan blot være et resultat af, at Ediacara-organismer pga. forandringer i de miljømæssige betingelser, ikke længere blev bevaret som fossiler; disse organismer kunne således have levet i bedste velgående, bare uden at efterlade sig spor. Problemet er dog, at hvis de var almindelige i Kambrium, dvs. at de fandtes i større mængder, er det rimeligt at forvente at de også ville være at finde i de exceptionelt velbevarede fossilsamlinger (lagerstätten), der kendes fra den periode; f.eks. Burgess Shale og Chengjiang, medmindre at disse fossilsamlinger repræsenterer miljøer, hvor Ediacara-organismer ikke har kunnet overleve.

### Rovdyr og afgrænsning
Ved begyndelsen af Kambrium forsvinder næsten de mikrobielle måtter, som hidtil havde dækket store arealer af havbunden, blandt andet på grund af fremkomsten af organismer, der var placeret højere i fødekæden. Disse græssende dyr dukker op samtidig med at sporerne efter den Ediacara-faunaen forsvinder; det kunne betyde at destruktionen af måtterne destabiliserede økosystemet så meget at mange arter forsvandt.
Skalbærende dyr kunne derudover nemt have spist direkte af den relativt forsvarsløse Ediacara-fauna, men det er dog sandsynligt at denne fauna allerede længe havde været udsat for rovdyr i begrænset omfang.

### Konkurrence
Det er muligt, at den øgede konkurrence pga. udviklingen af en række nøglefunktioner hos andre grupper, langsomt pressede Ediacara-faunaen ud fra deres nicher, en forklaring der dog ikke har været brugbart i et ligende eksempel, Bivalvias udkonkurrering af brachiopoderne var et resultat af to helt urelaterede begivenheder.

### Miljøforandringer
Selvom det er svært helt at påvise effekten af forandringer i Jordens udseende på organismer og økosystemer, så er der blevet konstateret store geologiske forandringer netop på grænsen mellem Prækambrium og Kambrium; superkontinentet Rodinia blev splittet op i flere mindre kontinenter, og en stigende vandstand i havet skabte lavvandede og kystnære havmiljøer som frembyder gode betingelser for liv; en krise forårsaget af øget tilførsel af næringsstoffer som igen medførte forandringer af atmosfærens sammensætning, især en øget mængde af ilt og CO2, og ændringer i verdenshavenes kemiske sammensætning (hvilket promoverer biomineralisering). Alle disse forhold kunne let forskubbe balancen så Ediacara-organismerne ikke længere blev favoriseret.

## Fossilfund
Fossiler af Ediacara-organismer kendes på verdensplan fra 25 lokaliteter, hvor de er bevaret i forskellige typer af aflejringer. Fossilerne inddeles normalt i tre forskellige grupper, der er opkaldt efter det oprindelige fundsted.

### Typer af Ediacara-fauna
Ediacara-typen af fund er opkaldt efter de australske Ediacara Hills og består mest af fossiler, der er blevet bevaret i flodmundinger. De findes derfor mest i lag dannet af sand eller silt på vanddybder, som kun påvirkes af bølgerne ved storme. Størstedelen af disse fossiler bevares i form af aftryk på mikrobielle måtter, mens få er fundet indkapslet i sandet.

#### Nama-typer
Nama-fundtypen kendes bedst fra aflejringer i Namibia. Tredimensionel bevaring er her den mest almindelige, da organismerne er helt indkapslede i sandsten. Det er stadig usikkert hvilken type livsformer fundene repræsenterer, f.eks. mener Dima Grazhdankin at det er dyr, som levede nedgravet, mens Guy Narbonne fastholder, at det er overfladedyr (epifaunal surface dwellers). Denne type klippe består af flere forskellige lag; skiftevis sandsten, silt og skifer og som når de indeholder mikrobielle måtter som regel også indeholder fossiler af større dyr. Det økosystem denne type organismer repræsenterer tolkes normalt som sandbanker ved flodmundinger.

#### Avalon-typer
Avalon-typen defineres på grundlag af et fund ved Mistaken Point i Canada, og er den første lokalitet med en større mængde Ediacara-fossiler, der blev fundet. Dette fund er forholdsvist nemt at datere, da klippen er dannet af fine askekorn med et stort indhold af zirconium, som bruges ved radiometrisk datering. Disse meget finkornede klipper betyder samtidig, at mange detaljer bevares på fossilerne. Denne fauna består af livsformer der beboede havbunden på dybere vand end de øvrige fundtyper. Charnia forekommer ofte i disse fundtyper sammen med andre organismer, der alle har et fraktalt vækstmønster. De er sandsynligvis blevet bevaret in situ (uden en post-mortem flytning), men der er dog stor uenighed om det. Denne fundtype, der ikke indeholder samme antal forskellige arter som de to øvrige, består primært af organismer, der levede af at filtrere vandet for føde, i de fleste tolkninger af denne fauna ikke kan have været planter, fordi de levede på havdybder hvor fotosyntese ikke var mulig pga. manglende lys. Den lille diversitet af arter, kan være et resultat af de dybder denne fauna levede på, da denne type miljø normalt ikke er hjemsted for særligt mange forskellige og særligt specialiserede arter. En anden mulighed er at faunaen stadig var så ung, set fra et evolutionært synspunkt, at en specialisering endnu ikke havde haft tid til at finde sted.

## Fossilfundenes karakter
I Rusland ved Hvidehavet er der fundet aflejringer af alle tre typer relativt tæt på hinanden. Dette og de to faunaers tidsmæssige overlap, gør det meget usandsynligt at de tre typer, repræsenterer tre forskellige udviklingstrin eller tilhører forskellige epoker, da eksemplarer fra alle faunaer er fundet over hele Jorden, intet tyder altså på at de geografiske grænser var en betydende faktor i denne epoke. Det er derfor mest sandsynligt, at de tre fundtyper stammer fra organismer, der var tilpasset forskellige økosystemer, og at de variationer der forekommer i det nuværende fundmateriale, i stedet er et resultat af, at mængden af fund er begrænset.
Ediacara-faunaen repræsenterer en af de allertidligste former for flercellet liv, og det er derfor ikke overraskende, at ikke alle økologiske nicher er udfyldt. Bambach, Bush & Erwin har estimeret at ud af de 92 potentielt mulige måder at leve på (en kombination af fødevalg og bevægelse eller fastforankret), er kun omkring 12 tilstede i Ediacarium, heraf kun 4 i fund af Avalon-typen. Manglen på reelle rovdyr og de vertikalt nedgravede dyr var måske de vigtigste faktorer, som begrænsede den økologiske diversitet; fremkomsten af disse typer af dyr i Kambrium betød at antallet af levemåder i brug steg til ca. 30.

## Supplerende information